# 漆山 (新潟市)
漆山（うるしやま）は、新潟県新潟市西蒲区の大字。郵便番号は953-0054。

## 概要
1889年（明治22年）から現在の大字。新川支流の大通川流域に位置する。もとは戦国時代から1889年（明治22年）まであった漆山村の区域の一部。

### 隣接する町字
北から東回り順に、以下の町字と隣接する。
- 巻東町
- 国見
- 南
- 打越
- 並岡
- 山島

※大通川を挟んで馬堀、巻甲と隣接。

## 歴史
開発年代は不明。1577年（天正5年）の記録に村名が残る。

### 年表
- 1889年（明治22年）4月1日 : 合併により漆山村の大字となる。
- 1955年（昭和30年）1月1日 : 合併により巻町の大字となる。
- 2005年（平成17年）10月10日 : 合併により新潟市の大字となる。
- 2007年（平成19年）4月1日 : 新潟市の政令指定都市移行により、西蒲区の大字となる。
- 2014年（平成26年）5月1日 : 航空機部品製造「JASPA共同工場」が竣工[5]。

## 世帯数と人口
2018年（平成30年）1月31日現在の世帯数と人口は以下の通りである。
| 大字 | 世帯数  | 人口    |
| ---- | ------- | ------- |
| 漆山 | 513世帯 | 1,500人 |

## 小・中学校の学区
市立小・中学校に通う場合、学区は以下の通りとなる。
| 番地 | 小学校             | 中学校             |
| ---- | ------------------ | ------------------ |
| 全域 | 新潟市立漆山小学校 | 新潟市立巻東中学校 |

## 主な企業・施設
- 漆山企業団地
  - YSEC
    - JASPA

  - アクアデザインアマノ
- 漆山郵便局

## 交通

### 道路
高速道路
- 東日本高速道路
  - 北陸自動車道
    - 巻潟東インターチェンジ

国道
- 国道460号

県道
- 新潟県道9号長岡栃尾巻線

### バス
高速バス
- 巻潟東バスストップ・巻潟東インター駐車場

路線バス
- 新潟交通観光バス・西蒲区区バスが巻、白根、加茂など各方面の路線を運行している。